# Бурмистр
Бурми́стр (от нем. Bauermeister — начальник крестьян, бел. бурмістр, пол. burmistrz — произносится бу́рмистш) — высший руководитель города с административной и судебной властью в городах с Магдебургским правом на территории Великого Княжества Литовского и Русского, Речи Посполитой и Войска Запорожского; глава магистрата города, представитель городского управления, аналог городского головы (градского головы, мэра).
В Толковом словаре живого великорусского языка Владимира Даля написано что Бурми́стр (м.) бурмист / Бурмистръ (нем.) поставленный от помещика над вотчиной староста из крестьян. Его жена — Бурми́стша ж.. В 1699 году при русском царе Петре Алексеевиче были посажены по городам бургомистры или бурмистры, подчинённые московской бурмистерской палате или ратуше. В Россию слово бурмистр перешло из Остзейского края, и иногда даваемое крестьянами в некоторых местностях внутренней России волостным старшинам больших волостей. На конец XIX столетие это слово одни признавали сокращением слова «бургомистр», а другие же полагали, что это видоизменение немецкого «Bauermeister» — начальник крестьян.

## В России
В России в конце XVIII — первой половине XIX века понятие «бурмистр» применялось к управляющему помещичьим имением (поставленному от помещика над вотчиной старосте из крестьян), который надзирал за исполнением крестьянами повинностей, за порядком в деревне и тому подобное; после реформы 1861 года слово «бурмистр» иногда применялось к волостным старшинам некоторых крупных волостей.
«Бурмистр» — название таможенного головы при Петре I. Также в России были бурмистры при денежной казне, ежегодно сменявшиеся и присылаемые из ратуши состоявшие при пушкарском приказе, как и деньщики, пушкари, сторожа.
При Петре I (начиная с 1699 года) бурмистры (Земские бурмистры — члены земских изб) избирались посадским населением (бывшие земские старосты, таможенные и кабацкие головы), эти бурмистры подчинялись московской бурмистерской палате или ратуше.

## В Польше
В Польском королевстве эта должность возникла в XIII веке. Бурмистр был председателем городского совета, и выбирался членами совета. 
В XIX веке, в Польском царстве должности бурмистра и председателя совета были разделены, а городские учреждения в его губерниях, были введённые муниципальные учреждения для Варшавы в 1816 году, в других городах Царства — в 1818 году, под именем Магистрат. Во главе его стоял президент или бурмистр, а члены его назывались радными (ратманы) или лавниками.
В современной Польше бурмистр является исполнительным органом гмины, администрация которой расположена в городе с населением до 100 тыс. жителей. Бурмистр исполняет постановления городского совета, является главой городской администрации (магистрата), начальником городских учреждений, к примеру городского транспорта, коммунальных предприятий, детских садов, и так далее. Согласно законам, бурмистр имеет право занимать должность начальника отдела записи актов гражданского состояния, но как правило, на эту должность назначается другое лицо.
В городах с населением более 100 000 жителей аналогом бурмистра является президент города, за исключением нескольких более мелких городов, где должность президента города сложился исторически.
Бурмистром может стать любой гражданин Польши не моложе 25 лет, не лишенный пассивного избирательного права. С 2002 года бурмистров выбирают на всеобщем, равном, прямом, тайном голосовании. Срок полномочий — 4 года.

## В Германии
Бургомистр (Обербургомистр) в Германии — это официальное название должности глав администраций крупных городов немецких государств (землях) Германской федерации. Этот термин не распространён в некоторых немецкоязычных государствах, таких как Австрия и Швейцария.